# Katherine Emmons Force
Katherine Emmons Talmage Force Spencer (Nova Iorque, 12 de março de 1891 - (Newport, 8 de setembro de 1956) foi uma socialite norte-americana. Engajada em atividades sociais a favor das minorias, foi membro do conselho de loteamento de casas para moradores de rua, em Newport, Rhode Island.  

## Biografia
Katherine Emmons Force nasceu em Brooklyn, Nova Iorque. Ela era a filha mais velha de William Hurlbut Force e Katherine Arvilla Talmage. Sua irmã Madeleine (1893-1940) era a viúva do coronel John Jacob Astor IV (1864-1912).
Katherine casou com Lorillard Suydam Spencer em 6 de dezembro de 1922 na mansão de sua irmã em Brooklyn, Nova Iorque. Eles tiveram dois filhos, Stephen Wolcott Spencer (22 de abril de 1925 - 21 de julho de 2010) e William Hurlbut Force Spencer (13 de junho de 1927 - 3 de outubro de 2013).   
Ela morreu em 8 de setembro de 1956 de um ataque cardíaco em sua casa de campo em Chasteullux, Newport, Rhode Island.